# Bisoprolol
Bisoprolol, được bán trên thị trường dưới tên thương mại là Zebeta cùng với một số những tên khác, là một loại thuốc phổ biến nhất được sử dụng cho bệnh tim. Đặc biệt là trong các trường hợp như bị cao huyết áp, đau ngực do không đủ lưu lượng máu đến tim và suy tim. Thuốc được đưa vào cơ thể qua đường uống.
Các tác dụng phụ thường gặp bao gồm nhức đầu, cảm thấy mệt mỏi, tiêu chảy và sưng ở chân. Các tác dụng phụ nghiêm trọng hơn có thể kể đến như làm hen suyễn trầm trọng hơn, ngăn chặn khả năng nhận biết lượng đường trong máu thấp và làm tiến triển xấu bệnh suy tim. Có những lo ngại rằng sử dụng trong khi mang thai có thể gây hại cho em bé. Bisoprolol thuộc họ thuốc chẹn beta và thuộc loại chọn lọc β1.
Bisoprolol đã được cấp bằng sáng chế vào năm 1976 và được chấp thuận cho sử dụng y tế vào năm 1986. Nó nằm trong danh sách các thuốc thiết yếu của Tổ chức Y tế Thế giới, tức là nhóm các loại thuốc hiệu quả và an toàn nhất cần thiết trong một hệ thống y tế. Bisoprolol có sẵn dưới dạng thuốc gốc. Chi phí bán buôn ở các nước đang phát triển là khoảng 2,98 đến 4,94 USD mỗi tháng. Tại Hoa Kỳ, tính đến năm 2015, chi phí là khoảng 25 đến 50 USD một tháng.